# Tristis est anima mea (мотет)
«Tristis est anima mea» («Душа Моя скорбит смертельно») ― мотет для пяти голосов, авторство которого приписывается Иоганну Кунау, занимавшему должность кантора хора Святого Фомы в Лейпциге. Мотет написан на текст второго респонсория Великого четверга ― это был один из немногих латинских текстов, сохранившихся в богослужении после перехода города в лютеранство.
Иоганн Себастьян Бах, преемник Кунау в церкви Святого Фомы, адаптировал композицию под немецкий текст («Der Gerechte kömmt um…») и добавил в неё инструментальное сопровождение (деревянные духовые, струнные и basso continuo).

## История
Иоганн Кунау был предшественником Иоганна Себастьяна Баха на посту руководителя хора в церкви Святого Фомы. В XIX веке музыковед Филипп Шпитта в своей биографии Баха писал следующее:
[Кунау] лучше разбирался в технических аспектах вокальной музыки, чем большинство других немецких композиторов того времени. Его пятиголосный мотет «Tristis est anima mea usque ad mortem»288, написанный на Страстной четверг, можно отнести к наиболее выдающимся произведениям этого жанра; если даже он и не сравнится по достоинству с мотетами Иоганна Кристофа и Иоганна Людвига Баха, то он всё равно демонстрирует широту замысла, разоблачающую изучение [композитором] классических итальянских сочинений.

288 Отдельные части мотета хранятся в библиотеке Лейпцигской певческой академии под номером 362.
В последнее время авторство Кунау было поставлено под сомнение. Доподлинно установить авторство на основе источниковедческого анализа оказалось невозможным ― в том числе и потому, что упомянутые Шпиттой партитуры были утеряны.

## Текст
Мотет написан на латинский текст второго респонсория Великого четверга. Тема этого текста ― Христос в Гефсиманском саду, обращающийся к своим ученикам. Первые две строки взяты из Евангелия от Матфея (Мф. 26:38). В следующих двух строках, принадлежащих анонимному автору, Иисус предсказывает, что ученики увидят толпу («Iam videbitis turbam»), бросятся в бегство («Vos fugam capietis»), а он принесёт себя в жертву ради них («et ego vadam immolari pro vobis»).

## Музыка
Композитор написал мотет для пяти голосов: I и II сопрано, альта, тенора и баса (SSATB); в этом он последовал примеру Орландо ди Лассо, также создавшего пятиголосный мотет на тот же текст (в различных его изданиях состав хора может варьироваться между SAATB и SATTB). Оба произведения имеют схожие вокальные вступления; более того, в обоих мотетах гомофонная декламация текста начинается со слов «Iam videbitis turbam».
Музыковед Джон Батт описал композиторский подход как «консервативный в плане фактуры, но при этом чрезвычайно выразительный». Помимо этого, Батт в одной из своих статей отметил:
Авторство этого произведения, предположительно завершённого И. С. Бахом, не может быть с уверенностью приписано Кунау. Однако, как бы то ни было, оно является ярким примером искусного творчества композитора, обладающего богатым воображением и превосходным драматическим чутьём.
Первые восемь тактов мотета посвящены распеву слова «tristis». Голоса вступают один за другим ― от самого низкого до самого высокого, пропевающего короткий скорбный мотив. Первая строка текста заканчивается на двадцатом такте словами «ad mortem», звучащими нисходящей линией в исполнении баса. Во время второго проведения «ad mortem» голоса снова вступают по очереди, но уже начиная с самого высокого. В тридцатом такте происходит полное разрешение диссонансов, после чего наступает небольшая пауза. Вторая строка текста начинается с того, что голоса вступают «от середины к краям партитуры» (т. е. от альта, второго сопрано и тенора к первому сопрано и басу). В пятидесятом такте мотета, на слове «mecum», знаменующем окончание библейского фрагмента текста, фактура обретает гомофонный склад; далее следует длительная пауза с ферматой.
Пророчества Иисуса следуют одно за другим без перерыва. Первое («Iam videbitis turbam») открывается гомофонной декламацией; второе («…quae circumdabit me», такт 60) строится на постепенном вступлении голосов в последовательности «тенор ― альт ― второе сопрано ― бас ― первое сопрано»; третье («Vos fugam capietis», такт 70) начинается с одновременного вступления двух голосов и завершается существенным усложнением и «уплотнением» полифонической фактуры. В четвёртом пророчестве («Et ego vadam…», такт 85) Иисус говорит о себе; композитор подчёркивает это тем, что голоса вступают по очереди, но пропевают один и тот же мотив, где после скачка вниз на малую сексту начинается движение поступенно вверх; причём все голоса, кроме первого сопрано, начинают исполнять данный мотив с одной и той же ноты. Голоса в очередной раз сливаются в гомофоническое звучание в тот момент, когда они впервые произносят «immolari»; за этим следует вторая по счёту длинная пауза с ферматой. При повторном проведении слова «immolari» (с такта 99), организованном «по нарастающей», кульминация достигается в партии первого сопрано, когда мелодическая линия постепенно поднимается до ноты соль второй октавы ― самой высокой во всей композиции. Заключительные слова «pro vobis» звучат сначала в исполнении альта; после этого к нему присоединяется второе сопрано; затем в музыкальную ткань одновременно «вплетаются» первое сопрано и бас, исполняющий восходящую мелодическую линию; последним с этой фразой вступает тенор.
На протяжении всего произведения композитор сохраняет одно и то же настроение; при этом он уделяет особое внимание распеву отдельных фраз и слов текста. Критик Мэттью Холлс в одном из своих сочинений назвал мотет «безмятежно-задумчивым».

## «Der Gerechte kömmt um»
Около 1750 года в кругу Иоганна Себастьяна Баха и его зятя Иоганна Христофа Альтниколя была создана оратория-пастиччо «Wer ist der, so von Edom kömmt». В её основе лежала популярная в то время кантата Карла Генриха Грауна «Ein Lämmlein geht und trägt die Schuld» (GraunWV B:VII:4), которая была дополнена сочинениями Георга Филиппа Телемана и других композиторов. Девятнадцатая и двадцатая части оратории, по всей видимости, были написаны Иоганном Себастьяном Бахом (BWV 127 № 1 и BWV 1088 соответственно).
Некоторые исследователи ― к примеру, Дитхард Хелльман ― рассматривают 39-ю часть оратории как оркестровую аранжировку «Tristis est anima mea», сделанную Бахом. Музыка транспонирована на полтона вниз, в ми минор. Текст «Der Gerechte kömmt um» взят из немецкого перевода Книги пророка Исаии (Исаия. 57:1, 2); латинский вариант этого текста («Ecce quomodo moritur justus») также является респонсорием Страстной утрени.
Если оба предположения верны (то есть, если оригинал принадлежит Кунау, а аранжировка ― Баху), то это, вероятно, единственный случай, когда Бах использовал музыку своего предшественника. Однако, следует отметить, что влияние Кунау прослеживается на протяжении всего баховского творчества ― от финала первой лейпцигской кантаты «Jesus nahm zu sich die Zwölfe» и хоров из «Магнификата» до сборников «Clavier-Übung».

## Публикация
Мотет публиковался издательствами «Carus-Verlag» (в версии с basso continuo) и «Pfefferkorn Musikverlag» (как часть критического издания «The Kuhnau-Project»).

## Известные записи
- Дрезденский хор мальчиков[англ.] под управлением Рудольфа Мауэрсбергера, 1957[18]
- Виндсбахский хор мальчиков[англ.] под управлением Ханса Тамма[англ.], 1967[18]
- Оркестр «The King’s Consort[англ.]» под управлением Роберта Кинга[англ.], 1998 (как часть сборника духовной музыки Кунау)[18]
- Камерный хор имени Жоскена Депре под управлением Людвига Бёме, 2012 (как часть сборника музыки Баха и его предшественников)[19]